# Tatort: Das Lächeln der Madonna
Das Lächeln der Madonna ist ein Fernsehfilm aus der Kriminalreihe Tatort. Der Film mit Eva Mattes als Kriminalhauptkommissarin Klara Blum wurde vom SWR und Maran Film produziert und in Deutschland am 25. Dezember 2005 zum ersten Mal ausgestrahlt. Diese 618. Folge der Tatort-Reihe ist der achte Fall von Klara Blum und der vierte Fall von Kai Perlmann. Sie untersuchen den Mord an einem Restaurator, dem sein Wissen und der damit verbundene Erpressungsversuch zum Verhängnis wurde. Es ist bislang (Stand Frühjahr 2022) die einzige Tatort-Folge die am ersten Weihnachtsfeiertag erstausgestrahlt wurde.

## Handlung
Jan Reuter ist Assistent im Kunstmuseum Konstanz und schneidet heimlich ein altes Meisterwerk in der Werkstatt des Restaurators Alexander Scheer aus seinem Rahmen. Doch bemerkt dieser, dass da jemand ist, und es kommt zu einem Handgemenge. Kurz darauf ertönt die Alarmanlage und Perlmann, der gerade in der Galerie anwesend ist, eilt hinzu. Reuter schließt das Bild in ein Schließfach der Galerie ein und will das Areal verlassen. Ein Wachmann fordert ihn auf, stehen zu bleiben, aber er flieht, sodass Perlmann auf ihn aufmerksam wird und die Verfolgung aufnimmt, doch Reuter kann entkommen. Auf der Straße kommt ihm ein Kleinwagen entgegen, in den er bewusst hineinläuft. Die Fahrerin stoppt und nimmt den leicht verletzten Reuter mit, weil er sie um Hilfe bittet und sehr charmant ist.
Inzwischen findet die Museumsleiterin Doris Koch ihren Restaurator erstochen am Boden liegen. Blum, die ebenfalls gerade im Museum weilt, übernimmt unverzüglich die Ermittlungen. Sie leitet die Fahndung nach Reuter ein, der sich mittlerweile von Birgit Winkler, seiner unfreiwilligen Helferin, verarzten lässt. Er gesteht ihr, dass er gesucht wird, weil er ein Bild aus dem Museum gestohlen hat. So bittet er sie, noch eine Weile in ihrer Wohnung bleiben zu dürfen und bezahlt sie auch großzügig dafür.
Im Museum stellt man fest, dass die Festplatte des Computers in der Restaurationswerkstatt formatiert wurde. So kommt Perlmann zu dem Schluss, dass sie nun nicht nur die Tatwaffe und den Täter kennen, sondern auch das Motiv. Da auf der Straße Unfallspuren gefunden wurden und der Polizei ein roter Polo aufgefallen ist, wird danach gefahndet. Alles spricht dafür, dass Reuter seinen Diebstahl explizit geplant hat, zumal er genau vor sechs Monaten im Museum angefangen hat, kurz bevor das wertvolle Gemälde in den Besitz des Museums gelangt ist.
Blum findet heraus, dass Scheer von Doris Koch eine fünfstellige Summe erhalten hat und vermutet, dass er sie erpresst hat. Möglicherweise, weil er wusste, dass Koch mit Reuter ein Verhältnis hatte. Inzwischen wird der rote Polo in einer Werkstatt ausfindig gemacht. Blum sucht die Besitzerin auf und befragt sie nach Jan Reuter. Birgit Winkler gibt an, dass sie ihn nur zum Krankenhaus gefahren hätte. Blum gibt zu erkennen, dass sie ihr nicht glaubt, doch kann sie weiter nichts unternehmen und verlässt die Wohnung. Reuter, der sich im Haus versteckt hatte, bittet Birgit, für ihn einen Koffer aus seinem Arbeitszimmer in Zürich abzuholen. Da sie hohe Schulden hat und er sie dafür gut bezahlen will, geht sie auf sein Angebot ein. Blum ist davon überzeugt, dass Birgit Winkler weiß, wo sich Reuter aufhält und sie irgendwann zu ihm führen wird. Deshalb beauftragt sie Perlmann, vor der Wohnung zu warten und sie zu beschatten. Es gelingt Winkler jedoch unbemerkt das Haus zu verlassen und mit einem Taxi nach Zürich zu fahren.
Während Annika Beck die Konten der Museumsleiterin überprüfen soll und auch eine Untersuchung des verbliebenen Rahmens des gestohlenen Meisterwerks in Auftrag gibt, begibt sich Blum auf den Weg in die Schweiz, denn Becks Recherche hat ergeben, dass Reuter aus Zürich stammt. Im Beisein des Schweizer Kollegen Strasser sieht sich Blum in Reuters Wohnung um. Birgit Winkler, die bereits dort ist, gelingt es wieder zu entkommen. Mit dem Koffer in Deutschland angekommen, versteckt sie sich mit Reuter auf dem Boot eines Bekannten, da sie vermutet, dass ihre Wohnung observiert wird.
Blum vermutet, dass das gestohlene Bild eine Fälschung ist. Der Restaurator könnte dies herausgefunden und Koch damit erpresst haben. Als sie die Museumsleiterin von ihrer Vermutung in Kenntnis setzen will, begegnet ihr Birgit Winkler, die zusammen mit Reuter dabei ist, das Bild aus dem Schließfach zu holen. Im Gegensatz zu Reuter kann sie nicht entkommen und wird verhaftet. Sie gibt zu, für Reuter gegen Bezahlung gearbeitet zu haben und verrät nach längerem Verhör sein Versteck.
Reuter, der mittlerweile im Besitz des Bildes ist, stellt seinerseits fest, dass es nicht echt ist und sucht Doris Koch auf. Während er sie mit seinem Wissen konfrontiert, erscheint Siegfried Wagner, der im Museum als kunsthistorischer Berater arbeitet. Mit einer Pistole in der Hand gibt er zu, dass er den Restaurator erstochen hat, damit er niemandem verraten konnte, dass das Gemälde nicht von Cranach war, sondern nur von einem seiner Schüler. Schließlich wäre nur ein echter Cranach werbewirksam genug gewesen, um viele Besucher in das Museum zu locken. Ohne Vorwarnung erschießt er Doris Koch und nimmt Reuter als Geisel. Er fordert von ihm die Herausgabe des Bildes und lässt sich das Versteck auf dem Boot zeigen. Kurz darauf erscheinen die Ermittler und nehmen Wagner und Reuter fest. Birgit Winkler wird sich auch rechtlich zu verantworten haben, muss dafür aber nicht in Untersuchungshaft genommen werden.

## Hintergrund
Die Dreharbeiten zu diesem, vom Südwestrundfunk in Zusammenarbeit mit Maran Film produzierten, Tatort-Krimi erfolgten in Konstanz, Baden-Baden, Zürich und dem Werderplatz in Karlsruhe unter dem Arbeitstitel Das Versteck. Viele Szenen wurden in den Räumen des Kulturzentrums am Münster von Konstanz gedreht – im dortigen Gewölbekeller, aber auch beim dort ansässigen Kunstverein Konstanz, wo eine Szene in der zweiten Minute vor Werken des Künstlers Werner Schlotter spielt. Während der Dreharbeiten wurde die Tatort-Crew selber bestohlen, denn unbekannte Jugendliche entwendeten während des Drehens ein Notebook und eine Infrarot-Kamera. Das Lächeln der Madonna wurde im ORF nicht gesendet, da die ARD den Sendetermin auf den ersten Weihnachtsfeiertag legte, während im ORF das vorgesehene Feiertagsprogramm gesendet wurde.

## Rezeption

### Einschaltquoten
Die Erstausstrahlung des Tatort Das Lächeln der Madonna am 25. Dezember 2005 wurde in Deutschland insgesamt von 4,89 Millionen Zuschauern gesehen und ein Marktanteil von 16,00 Prozent erreicht.

### Kritiken
Tilmann P. Gangloff von tittelbach.tv lobt diesen Film als: „Endlich ein Bodensee-„Tatort“, der überzeugen kann. [...] Zwischen Kunstgeschichte und Stockholm-Syndrom changiert die Geschichte von Kai-Uwe Hasenheit, die von Harald Schrott und Brigitte Hobmeier charismatisch zum Leben erweckt wird. [...] Geschickt reiht der Film anfangs ein Mosaiksteinchen neben das andere, ohne allerdings Hinweise auf das fertige Bild zu liefern; eine clevere Methode, die Neugier zu wecken. Großen Anteil an der wachsenden Spannung hat die zurückhaltende, gleichzeitig enorm präsente Musik von Thomas Osterhoff.“ Dennoch finden sich „diverse Schnitzer. Zwischen der Quasi-Geisel und ihrem Quasi-Entführer funkt es ein bisschen zu flott, Frau Blum muss nie ihren Ausweis zeigen, Perlmann ballert auf ein verschlossenes Türschloss, als habe er zu viele Krimis gesehen, und ein Trip nach Zürich ist schlichtestes Räuber und Gendarm.“
Die Kritiker der Fernsehzeitschrift TV Spielfilm fanden, der Film biete einen „packenden Auftakt“, danach aber leider „einige Kunstpausen“ und sei trotzdem „noch ganz ordentlich“.